# Einiosaure
L'einiosaure (Einiosaurus) és un gènere de dinosaure ceratop centrosaurí que va viure al Cretaci superior (Campanià). Les seves restes fòssils foren trobades a la formació del Two Medicine al nord-oest de Montana.